# Günter Rinsche
Günter Rinsche (ur. 13 lipca 1930 w Hamm, zm. 3 lipca 2019 tamże) – niemiecki polityk i samorządowiec, deputowany do Bundestagu, poseł do Parlamentu Europejskiego I, II, III i IV kadencji, prezes zarządu Fundacji Konrada Adenauera.

## Życiorys
W 1951 zdał egzamin maturalny. Studiował nauki polityczne, społeczne i ekonomiczne na uniwersytetach w Münsterze i Kolonii, a w ramach stypendium Programu Fulbrighta kształcił się również w Stanach Zjednoczonych. Pracował w przedsiębiorstwie swojego ojca, instytucie badawczym w Kolonii oraz ministerstwie gospodarki i transportu rządu regionalnego Nadrenii Północnej-Westfalii.
Zaangażował się w działalność polityczną w ramach Unii Chrześcijańsko-Demokratycznej i jej organizacji młodzieżowej Junge Union. W latach 1964–1979 zajmował stanowisko burmistrza miasta Hamm. Od 1965 do 1972 był jednocześnie posłem do Bundestagu, zaś w latach 1975–1980 zasiadał w landtagu Nadrenii Północnej-Westfalii. Od 1978 do 1979 kierował stowarzyszeniem miast tego kraju związkowego. W 1980 otrzymał honorową profesurę (tytuł Honorarprofessor) Westfalskiego Uniwersytetu Wilhelma w Münsterze.
W latach 1979–1999 przez cztery kadencje sprawował mandat eurodeputowanego, zasiadając we frakcji Europejskiej Partii Ludowej i wchodząc przez kilkanaście lat w skład jej prezydium. Od 1968 był członkiem władz, a od 1995 do 2001 prezesem zarządu powiązanej z CDU Fundacji Konrada Adenauera.
Odznaczony m.in. Krzyżem Zasługi na Wstędze (1973), Krzyżem Zasługi I Klasy (1981) i Wielkim Krzyżem Zasługi (1999) Orderu Zasługi Republiki Federalnej Niemiec. W 2000 otrzymał rumuński Krzyż Komandorski Orderu Wiernej Służby.